# Geschiedenis van Drenthe
Drenthe is vooral bekend door de overblijfselen uit lang vervlogen tijden zoals de hunebedden en de kano van Pesse. De prehistorie van Drenthe is daardoor waarschijnlijk bekender dan de geschiedenis van dit gewest. Die geschiedenis wordt in dit lemma in hoofdlijnen beschreven, waarbij ook de prehistorie behandeld wordt.

## Prehistorie

### Landschap
Het Landschap van Drenthe is voor het belangrijkste deel ontstaan in het Pleistoceen. De bodem en het reliëf zijn gevormd in de laatste twee ijstijden, het Saalien en het Weichselien.

### Oudste bewoning
Bodemvondsten tonen aan dat er menselijke activiteit is vanaf 60.000 v.Chr (Laatpaleolithicum). Het betreft stenen vuistbijlen die zijn gevonden bij Anderen en Drouwen.
Tijdens de pre-Romeinse ijzertijd (6e of 7e eeuw v. Chr.) waren het waarschijnlijk vooral boeren uit Drenthe, wegens zandverstuiving of overbevolking, die de kwelders van het noordelijke kustgebied koloniseerden. Ze worden de 'proto-Friezen' genoemd. Ze konden in het drooggevallen kustlandschap van Groningen en Friesland hun runderen en schapen weiden.

## Vroege middeleeuwen
De Prehistorie heeft in Drenthe tot ver in de middeleeuwen geduurd. Schriftelijke bronnen van voor de dertiende eeuw zijn zeer schaars.

### Omvang en naam
Het middeleeuwse Drenthe kende niet dezelfde grenzen als de huidige provincie. De naam Drenthe verwijst naar drie samenwerkende delen, maar de oudst bekende indeling geeft zes dingspelen. Verondersteld wordt dat die zes zijn ontstaan uit drie oudere delen die door Blok worden aangeduid met Noordenveld, Westenveld en Zuidenveld. De windrichting verwijst daarbij naar de ligging van het betreffende veld ten opzichte van het Ellertsveld.
Tot het Noordenveld behoorde oorspronkelijk ook het Gorecht, het gebied rond de stad Groningen. Aangenomen wordt echter dat Karel de Grote dit al tot kroondomein heeft ingericht, waarmee het de facto buiten Drenthe kwam te liggen.
In het zuiden hoorde Coevorden oorspronkelijk niet tot Drenthe, maar tot Salland. De stad zou echter wel een grote rol spelen in de middeleeuwse geschiedenis van de provincie, omdat de heer van Coevorden als kastelein lange tijd de vertegenwoordiger was van de landsheer.
Tot het Westenveld moet oorspronkelijk ook het gebied van de Stellingwerven hebben behoord. Hoe en wanneer deze zijn overgegaan naar Friesland is niet bekend.

### Landsheer
Drenthe lag op de grens van het gebied van de Saksen en de Friezen. Onbekend is wanneer het tot het rijk van Karel de Grote is gaan behoren. Na de nederlaag van de Saksen tegen Karel de Grote (804) zal Drenthe zeker deel van het rijk geworden zijn. In de periode tot 1046 wordt Drenthe een aantal malen als graafschap in bronnen genoemd, waarbij de graaf veelal een buitenstaander is.
In 1024 wordt de bisschop van Utrecht voor het eerst begunstigd met het graafschap Drenthe. Die schenking werd pas in 1046 effectief toen keizer Hendrik III bisschop Bernold het graafschap overdroeg. Tot de tijd van keizer Karel V zou de bisschop van Utrecht landsheer van Drenthe blijven.

### Kerstening
Van Willehad is bekend dat hij actief is geweest in Drenthe. Hij zou in 779 uit Humsterland zijn verdreven en toen naar Drenthe getrokken zijn waar hij velen zou hebben bekeerd. Een van de oudste bewaard gebleven oorkonden dateert uit 820, daarin is sprake van een schenking van land rond Ten Arlo aan het klooster Werden, hetgeen er op kan wijzen dat ook Liudger in Drenthe actief is geweest.
In hoeverre die predikers in Drenthe al kerken hebben gesticht is niet bekend. De oudste kerken van Drenthe zijn de zes kerken die in de hoofdplaatsen van de dingspelen zijn gesticht. Ten minste drie daarvan (Anloo, Emmen en Beilen) waren bekend als eigenkerk van de bisschop, hetgeen een aanwijzing kan zijn dat deze ook door de bisschop zijn gesticht, vermoedelijk ergens tussen 800 en 1000. De kerk van Vries was een eigenkerk van Werden, van Diever wordt aangenomen dat deze gesticht werd door de bisschop, van Rolde is de kerkheer onbekend.

### Bestuur
Formeel heeft Drenthe in de Middeleeuwen steeds een landsheer gehad. Drenthe lag echter aan de rand van het Oversticht en was ook geen gewest waar voor de landsheer veel te verdienen viel. In de praktijk was Drenthe in deze periode dan ook vooral een verzameling van grotendeels zelfstandige dorpsgemeenschappen die zelfvoorzienend waren en slechts voor het hoognodige elkaars medewerking zochten.

## Hoge middeleeuwen

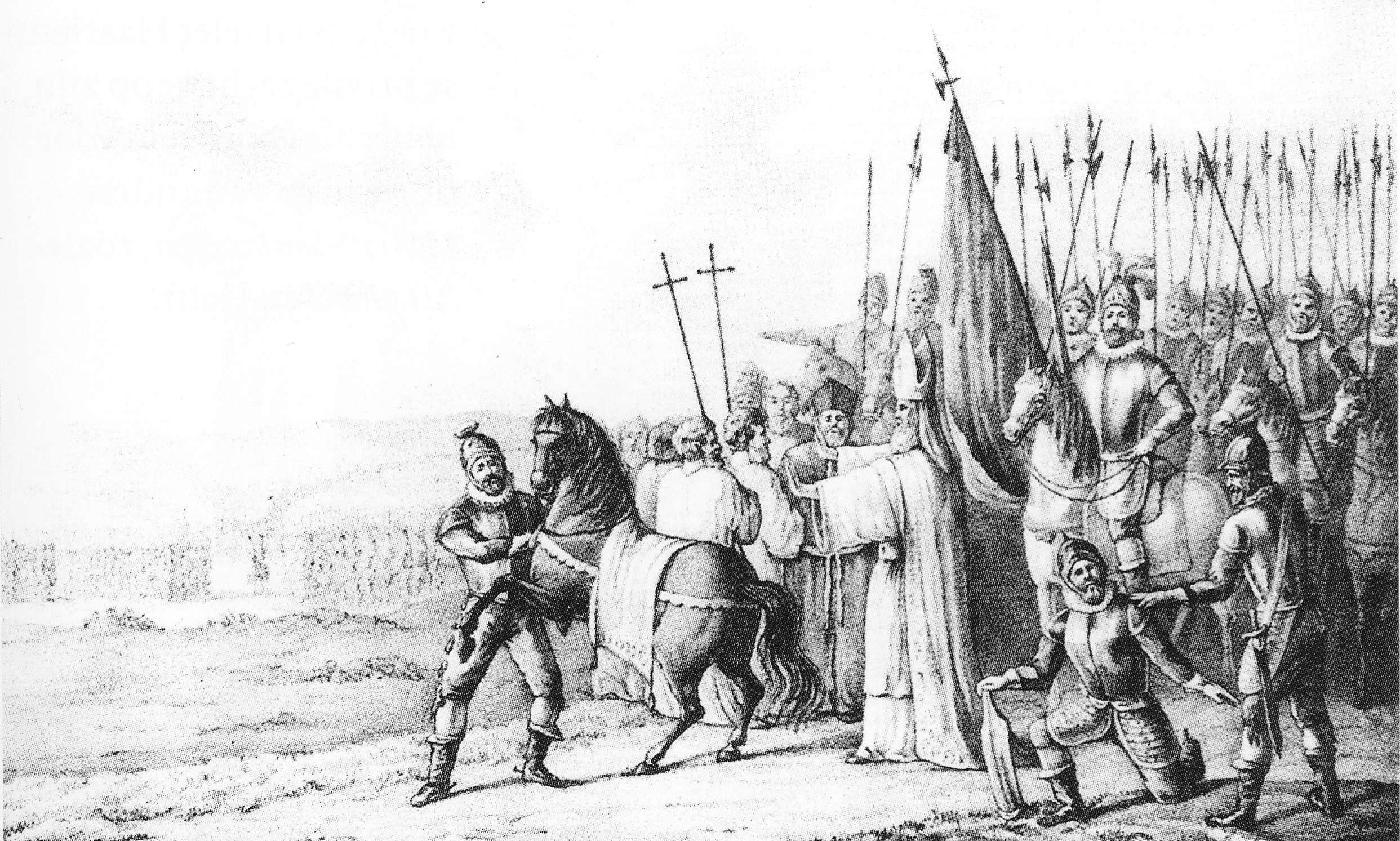
Bisschop Otto II en zijn leger, vlak voor de slag bij Ane

De geschiedenis van Drenthe in de periode 1150-1400 wordt gedomineerd door de strijd tussen de kastelein (later ook aangeduid als burggraaf) van Coevorden en de bisschop. Hoogtepunt in deze strijd is de slag bij Ane in 1227.

### De strijd om de macht
De Utrechtse bisschop was niet alleen geestelijk leidsman, hij heerste ook als wereldlijk heer over een aanzienlijk territorium. Drenthe lag aan het uiteinde van zijn gebieden. Om een grotere greep op de verderop gelegen gebieden te krijgen had bisschop Hartbert halverwege de twaalfde eeuw familieleden aangesteld als prefect in Groningen en Coevorden. Beide ambten werden daarbij erfelijk gemaakt, waardoor zowel in Groningen als in Coevorden een dynastie ontstond. De nazaten van de eerste prefecten, beiden broers van bisschop Hartbert, gedroegen zich allesbehalve als bisschoppelijke ambtenaren, zij streefden naar een eigen heerlijkheid.
Het gezag van de bisschop als landsheer in Drenthe was steeds zwak geweest.

## Late middeleeuwen
Drenthe blijft lang een naar binnen gekeerd gewest. Aan het einde van de Middeleeuwen raakt het wel betrokken bij de grotere geschiedenis. In het begin van de zestiende eeuw verliest de bisschop zijn macht en wordt Drenthe na een intermezzo onder Karel van Gelre in 1536 deel van het Nederlandse Rijk van keizer Karel V, maar de Drenten zelf merken weinig van die veranderingen.

## Drenthe en de Opstand
De Nederlandse Opstand is vooral een strijd om steden, die waren er niet in Drenthe, zodat er binnen Drenthe geen veldslagen hebben plaatsgevonden. Het Landschap had wel zwaar te lijden van de overlast van doortrekkende troepen.

### Tussen twee vuren
De grieven die in Holland en andere gewesten tot de Opstand hadden geleid werden in Drenthe nauwelijks gevoeld. Van enige godsdienstige twist was in het gewest geen sprake, dat Filips II de Drentse vrijheden zou bedreigen werd ook niet ervaren.
Toen de Opstand uitbrak was er echter een fractie in Drenthe die daarin een mogelijkheid zag zijn invloed binnen het gewest te vergroten. De Ridderschap zag zichzelf als leidend in Drenthe, maar de eigengeërfden hadden een eigen positie voor de Riddermatigen steeds weten tegen te houden. Een aantal ridders sloten zich aan bij de Opstand en waren er mede voor verantwoordelijk dat de Landschap in 1580 alsnog de Unie van Utrecht ondertekende.

## Tijdens de Republiek
Het Landschap had tijdens de Opstand zijn relatieve zelfstandigheid weten te bewaren, plannen om Drenthe bij Stad en Lande of Overijssel te voegen waren uiteindelijk niet doorgegaan. De relatie met Overijssel bleef lang bezwaard door de twist over Coevorden. Met Groningen was er een geschil over de grens en het klooster Ter Apel.

### Drenthe Generaliteitsland?
Drenthe had zich uiteindelijk bij de Opstand aangesloten, maar was door de andere gewesten niet erkend als gelijkberechtigd. Nadat plannen om de Landschap samen te voegen met Overijssel of Groningen waren afgewezen bleef de positie van het gewest ongewis. De Staten-Generaal zagen zichzelf als opvolger van de Landsheer in Drenthe.

### De bisschop van Munster

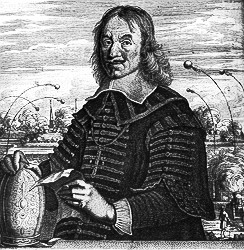
bisschop Bernhard von Galen van Munster

De Republiek werd weliswaar in 1648 als zelfstandige staat erkend, maar daarmee was nog geen blijvende vrede bereikt. In het oosten van Nederland zou met name de bisschop van Munster nog voor de nodige onrust zorgen. Het bisdom grensde direct aan Drenthe en Groningen. Delen van Groningen hadden tot ver in de zestiende eeuw tot het kerkelijke bisdom behoord.
In 1666 deed bisschop Bernard van Galen een eerste, vergeefse, poging om zijn verloren invloed te heroveren. Zes jaar later sloot de bisschop zich aan bij Engeland en Frankrijk en deed een nieuwe poging tijdens het rampjaar. Overijssel gaf zich snel over en erkende de bisschop als landsheer. Drenthe kon zelf weinig weerstand bieden, de Drentse gedeputeerden weken uit naar de stad Groningen en verbonden hun lot met dat van die stad. Groningen wist stand te houden, de Groningse bevelhebber, Carl von Rabenhaupt, werd daarop aangesteld als drost en wist Coevorden te heroveren op de bisschop. Indirect werd daarmee de twist met Overijssel over de status van Coevorden in het voordeel van Drenthe beslist.

## Franse tijd
Door Rutger Jan Schimmelpenninck kreeg Drenthe in 1805 zijn zelfstandigheid als departement terug die het onder de Bataafse Republiek had verloren.